# Partido Mahachon
El Partido Mahachon, (Phak Mahachon)  es un partido político de Tailandia. Su líder es Sanan Kachonprasat.
En las elecciones generales del 6 de febrero de 2005 obtuvo un 8,3% de votos populares y 2 de los 500 escaños de la Cámara de Representantes de Tailandia a los que se añadió uno más por la provincia de Phichit. Obtuvo también un puesto en el Senado que ocupó Nitiphoom Naowarat.
La formación participó en el boicot de la oposición contra las elecciones convocadas por Thaksin Shinawatra, primer ministro, en abril de 2006. Un miembro del partido fue elegido como integrante de la Asamblea Nacional elegida por el Consejo de Seguridad Nacional durante el gobierno interino que siguió el golpe de Estado de septiembre de 2006.
- Datos: Q4389847